# Malletia truncata
Malletia truncata – gatunek małża morskiego należącego do podgromady pierwoskrzelnych.
Występuje na głębokości od 2690 do 3330 metrów.
Są rozdzielnopłciowe, bez zaznaczonych różnic płciowych w budowie muszli. Odżywiają się planktonem oraz detrytusem.
Występuje w Panamie.